# らんぼう
『らんぼう』は、大沢在昌の短編小説、およびそれを原作とした漫画、テレビドラマ作品である。

## 小説
その凶暴かつ暴力的な性格ゆえ、管内のあらゆる犯罪者達から恐れられている「ウラ」と「イケ」の刑事コンビを主役とした連作短編集。文庫版には10編が収録されている。
- 主役二人のモデルは西原理恵子作品に登場するライターの金角（ゲッツ板谷）・イラストレーターの銀角であり、その縁で新潮文庫版の表紙および解説を西原が担当している。
- 作者の大沢が所属する株式会社大沢オフィスによる毎年恒例のイベント、リーディング・カンパニーにおいては最も朗読された作品であり、毎回ウラ役を大沢、イケ役を京極夏彦が担当している。

上記のイベントにおいて、原作「ほろほろり」に登場した地面師の田中が、演じる京極による広川太一郎風の喋りが元で好評を博し、その結果最新作の「ボウボウボウ」で再登場を果たすという事態になった。

## テレビドラマ
日本テレビ系列で放送。

### 主要キャスト
- 赤池早雄：坂口憲二
- 大浦久：哀川翔

### 共通スタッフ
- 企画・制作：日本テレビ
- 製作著作：セントラル・アーツ、バップ
- 制作：佐藤敦、黒澤満
- カースタント：カースタントTAKA
- スタジオ：東映東京撮影所
- ガンエフェクト：BIGSHOT
- 技術協力：ビデオフォーカス

### 第1弾
2006年1月17日、日本テレビ系列の2時間テレビドラマ枠「DRAMA COMPLEX」にて放映された。

#### 第1弾キャスト
- 渡辺可奈（星恵記念病院 看護師）：原沙知絵
- 渋谷美恵子（保育士・大浦のお見合い相手）：MEGUMI
- 市瀬順矢（本所警察署刑事一課 係長）：森本レオ
- 宮原明人（入院患者の少年）：須賀健太
- 石原由里（ホテルの屋上で騒ぐ女性）：森川由加里
- 石原徹（由里の夫）：中西良太
- 渋谷歌江（美恵子の母）：赤座美代子
- 木村セツ（大浦の叔母）：宮下順子
- 宮原啓介（明人の父）：奈良坂篤
- 池上多門（宮原の元同僚）：伊藤洋三郎
- 美濃吉博（警視庁捜査一課 警部補）：榊英雄
- 御子柴剛（代議士）：山西道広
- 戸塚友保（御子柴の秘書）：並樹史朗
- 小泉勝利（取り立て屋）：金田明夫

#### 第1弾スタッフ
- 脚本：丸山昇一
- 監督：一倉治雄
- プロデュース：高橋直治、山本勉
- 音響効果：柴崎憲治

#### ロケ地
- トンネルを抜けた所でボルボ・V70（盗難車）が坂を下りてきて尾行を開始する場所は山梨県南巨摩郡身延町町内（旧下部町）。道路名は通称常葉（ときわ）バイパス。国道300号線。

### 第2弾
2007年2月6日、日本テレビ系列の2時間テレビドラマ枠「火曜ドラマゴールド」にて「潜入刑事 らんぼう2」として放映された。

#### 第2弾キャスト
- 水沢政人（ゲランのホスト）：黄川田将也
- 甲田美和子（省吾の恋人）：片瀬那奈
- 星野環（本牧署捜査一課 刑事）：小沢真珠
- 矢野祐介（江戸川警察署刑事一課 課長）：ベンガル
- 竹山圭吾（江戸川警察署刑事一課 刑事）：渡邉紘平
- 松山宗政（神奈川県警本部 刑事部長・警視正）：矢島健一
- 宮城雄一（本牧署捜査一課 課長）：徳井優
- 萩原純（本牧署捜査一課 刑事）：江連健司
- 諸星浩一（本牧署捜査一課 刑事）：清水伸
- 戸田陽平（本牧署捜査一課 刑事）：森聖二
- 三好亮太（ゲラン・ホスト）：載寧龍二
- 青木省吾（ゲラン・ホスト、美和子の恋人）：橋山勇人
- 長嶋京介（ゲラン・No.1ホスト）：高杉瑞穂
- 山岡英夫（ゲラン・ホスト）：松田悟志
- 有森政信（ゲラン・ホスト）：永井浩介
- 向井勇作（ゲラン・オーナー）：山崎一
- シスターの少女：通山愛里
- トミー（バーの店主）：酒井敏也
- 宮部（遠藤組金融部の頭）：永倉大輔
- 佐久間（遠藤組若頭）：殺陣剛太
- 戸塚映次（密売人）：曽根悠多
- モデルガンショップ店長：矢柴俊博
- 落合健一（東横銀行 本牧和田支店長）：木村栄
- 奥田吾郎（東横銀行 港南支店長）：中丸新将
- 早川絵里（神奈川県警察 刑事）：江口ヒロミ
- 奥田奈津恵（神奈川県警察 刑事）：中山惠
- 大熊（神奈川県警察 刑事）：亀山助清
- 釣具店店主：掛田誠
- ゲランのおデブな客：あべこ
- 恵美（ゲランの客）：山田キヌヲ
- チンピラ（恵美の情夫）：阿部亮平
- 本牧署に連行されるヤクザ：林京介
- 公園で遊ぶ若者達：ワニ完才、明石いぶき、三木健史、椎葉祥浩、片方隆介
- 遠藤組組員：豊田孝治、日隈雄一郎、松本通徳、玉一敦也、山中猛、松島好希、天蝶二、細田憲司、小林将史、マンモス銀二、高橋和勧、長坂周
- ホスト：宇田川新、柴木丈瑠、高濱正朋、櫻井貴史、内田祐貴、池田わたる、平原万匡、古山慎佑、中山嵐々、田村圭生、矢本洋、中村誠治郎

#### 第2弾スタッフ
- 脚本：大石哲也
- 監督：鳥井邦男
- 制作：佐藤敦、黒澤満
- プロデュース：池田健司、山本勉、望月政雄
- ステディカム：佐光朗
- 選曲：石井和之
- 技斗：高瀬将嗣
- 音響効果：スポット、ピボットサウンドスタジオ
- 照明協力：ライトワーク
- 車輌：ストロングワーク